# Dietrich Georg Kieser

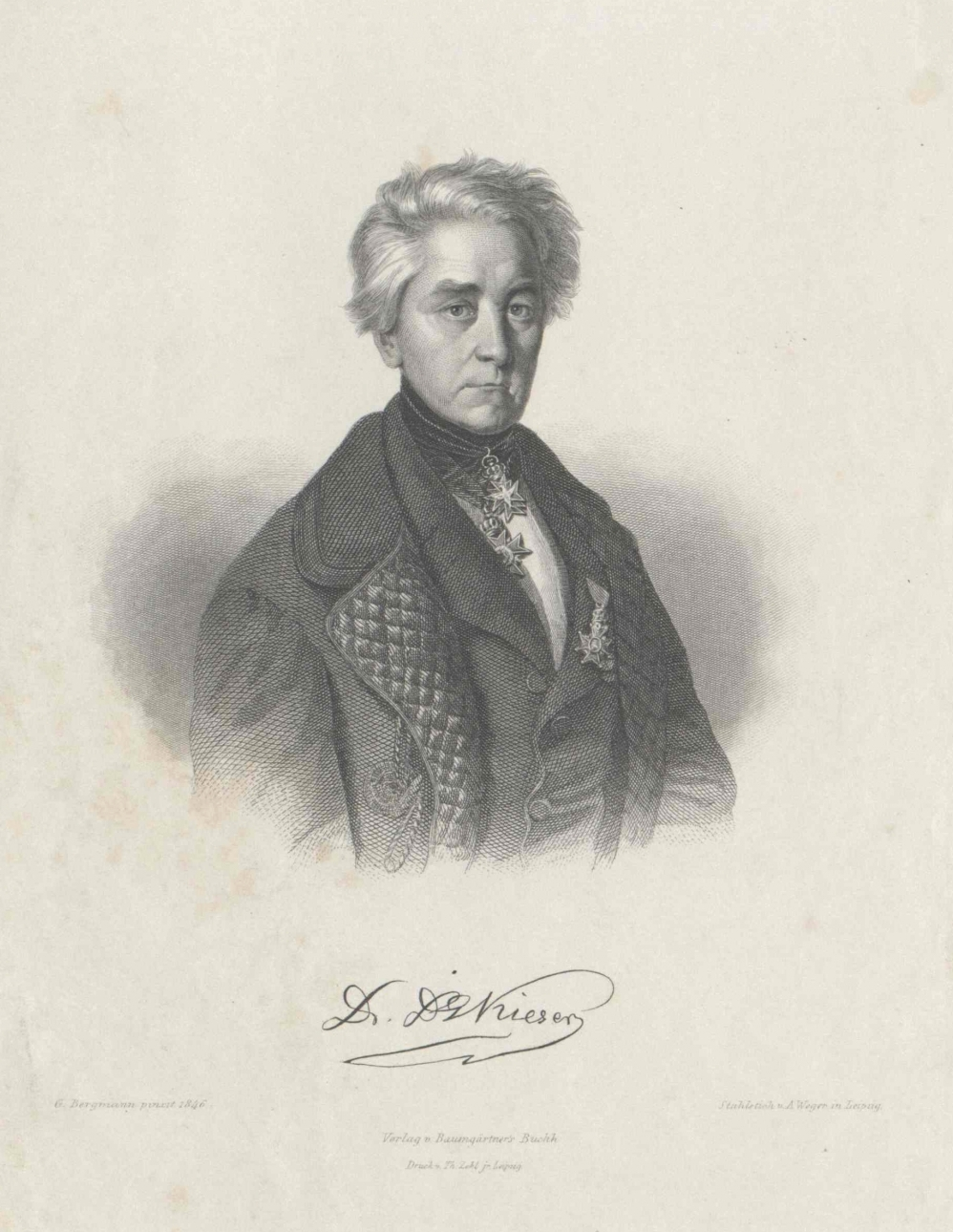
Dietrich Georg Kieser, Stich von August Weger nach G. Bergmann (1846)

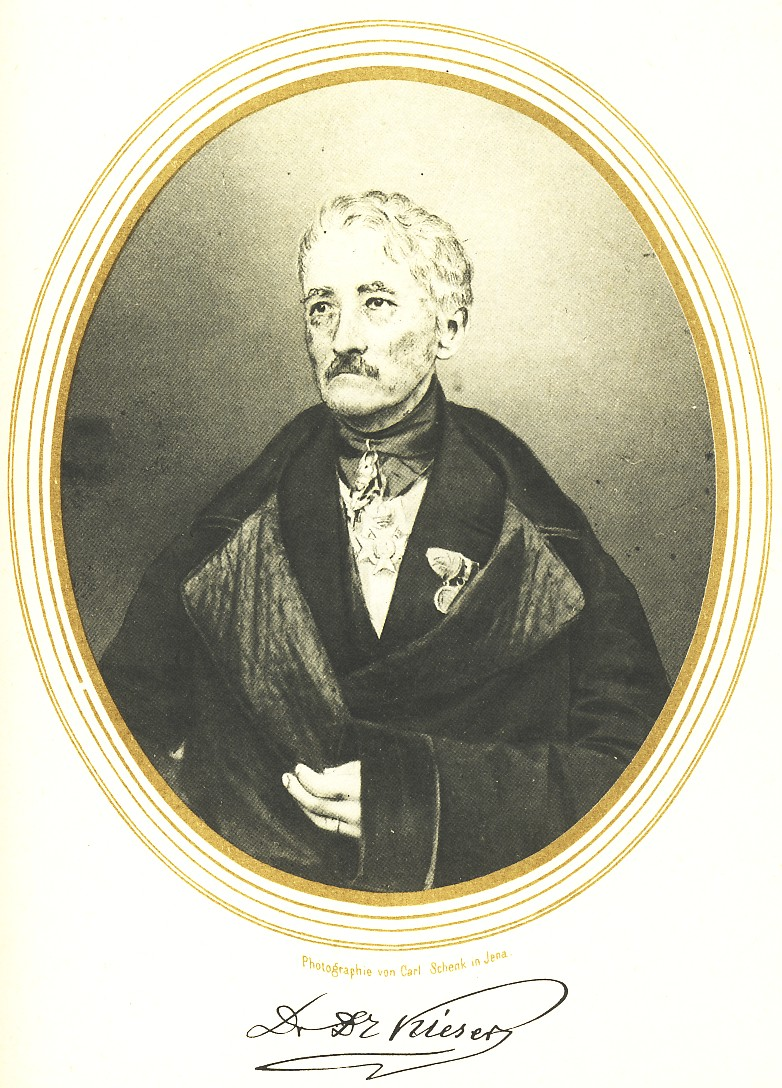
Dietrich Georg Kieser auf einer Fotografie von Carl Schenk um 1858

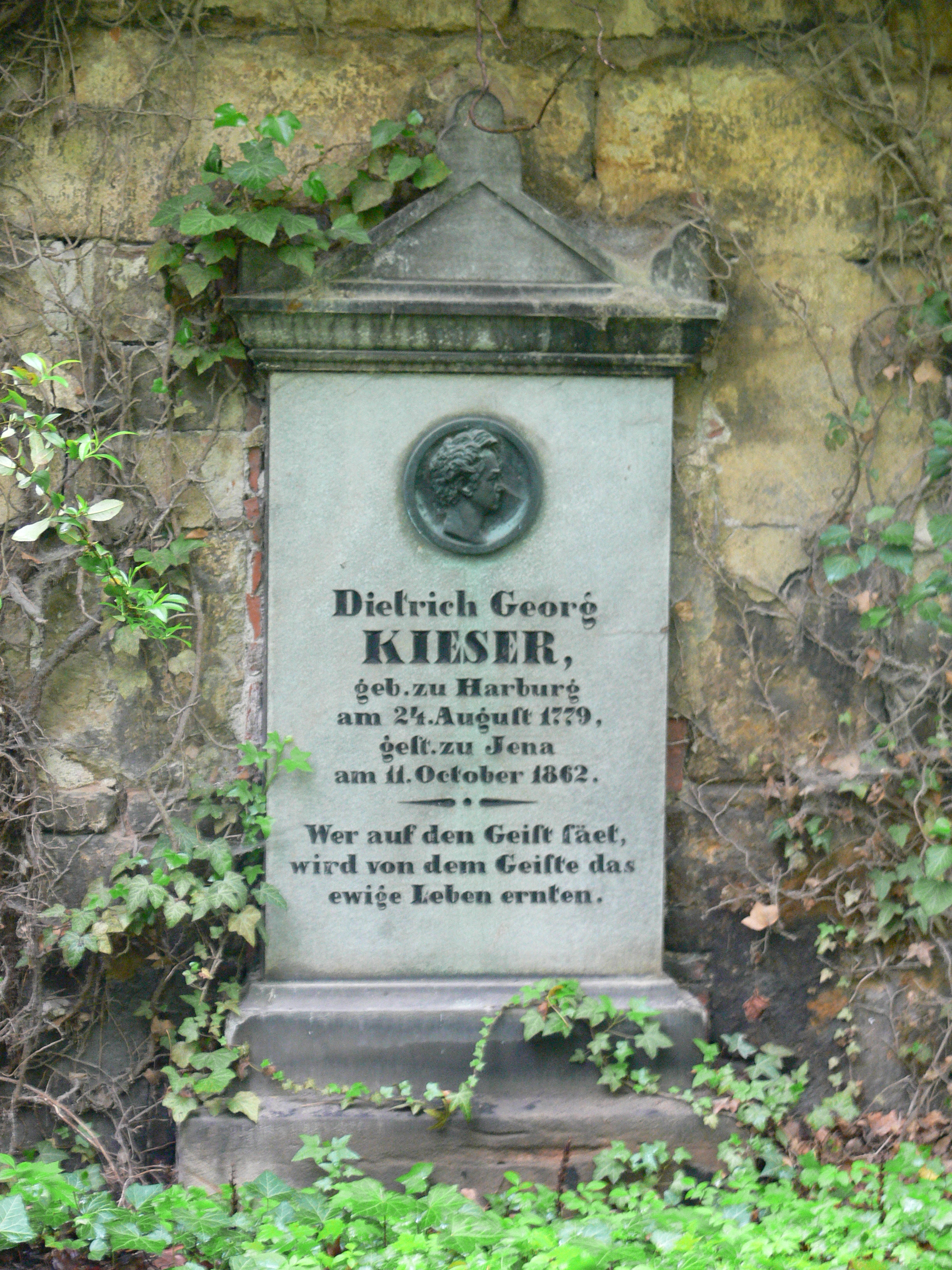
Kiesers Grab auf dem Johannisfriedhof in Jena

Dietrich Georg Kieser, ab 1862 von Kieser (* 24. August 1779 in Harburg/Elbe; † 11. Oktober 1862 in Jena) war ein deutscher naturphilosophischer Mediziner. Er war unter anderem tätig als praktischer Arzt, Brunnenarzt, Hochschullehrer und Psychiater.

## Leben
Dietrich Georg Kieser war der Sohn des Pastors Christoph Ludwig Kieser (1742–1831) und dessen Frau Sophie geb. Warmers (1745–1817). Nach dem Besuch des Gymnasiums in seiner Heimatstadt begann Kieser 1801 in Göttingen Medizin zu studieren. Bereits drei Jahre später schloss er das Studium mit der Promotion ab. Von Mai bis August 1804 besuchte er in Würzburg Vorlesungen des Philosophen Friedrich Wilhelm Joseph Schelling.
Anschließend ließ er sich in Winsen an der Luhe nieder und praktizierte dort als Arzt. 1806 nahm er ein Angebot aus Northeim an und wurde dort Stadt- und Landphysikus. 1812 berief man ihn als außerordentlichen Professor an die Universität Jena; als solcher wirkte er ab 1813 auch als „Brunnenarzt“ im neueröffneten Heilbad Berka/Ilm. An der Entstehung dieses Kurortes war Kieser neben Johann Wolfgang von Goethe maßgeblich beteiligt.
Der Frankreichfeldzug 1814/15 sah Kieser als Freiwilligen. Im Verlauf dieses Feldzuges beförderte man ihn zum Preußischen Oberststabsarzt. Als solcher leitete er die großen Militärlazarette in Lüttich. Nach Kriegsende lehrte er wieder an der Universität Jena, und 1824 avancierte er zum ordentlichen Professor der Medizin. Er setzte sich hier für das in der Restaurationszeit verpönte Turnen ein und eröffnete einen Turnplatz, auf dem sich Studierende und Bürger der Stadt trafen. 1816 nahm ihn die Deutsche Akademie der Naturforscher Leopoldina als Mitglied auf und beförderte Kieser bereits zwei Jahre später zu ihrem Adjunkt. Zusammen mit seinem Kollegen Carl August von Eschenmayer veröffentlichte er ab 1817 die Zeitschrift Archiv für den thierischen Magnetismus. 1817 nahm er am Wartburgfest teil.
Kieser war auch politisch tätig. Von 1831 bis 1848 war er Mitglied des Landtags von Sachsen-Weimar. Als dessen Vizepräsident nahm er 1848 am Frankfurter Vorparlament teil. Als Politiker wie auch als Wissenschaftler setzte er sich vehement für Behandlungen psychisch Kranker ein, bei denen Rehabilitation der Isolation vorgezogen wird. Damit legte er auch den Grundstein für die Psychiatrie als akademisches Fach.
Da Kiesers Möglichkeiten an der Universität begrenzt waren, gründete er 1831 eine private chirurgische ophthalmiatrische Klinik und leitete diese bis 1847. Ab diesem Jahr stand er als Direktor der Irren-, Heil- und Pflegeanstalt in Jena vor. Dieses Amt hatte er bis 1858 inne. Nebenbei führte Kieser in Jena – ebenfalls privat – das Sophronisterium, eine Klinik für Geisteskranke. Kieser beteiligte sich auch an den organisatorischen Aufgaben der Salana und war in den Sommersemestern 1837, 1845, 1848, sowie im Wintersemester 1827, 1831 Rektor der Alma Mater. Ab 1848 avancierte er in der Leopoldina zum „Director Ephemeridium“, d. h., er fungierte als Herausgeber dieser wissenschaftlichen Zeitschrift. An seinem 75. Geburtstag ehrte ihn seine Universität mit der Verleihung der Ehrentitels Dr. phil. h.c.
Im Jahr 1858 wählte ihn die Leopoldina als Nachfolger von Christian Gottfried Daniel Nees von Esenbeck zu ihrem neuen Präsidenten. Kieser übernahm von seinem Vorgänger ein schweres Amt. Als Gesellschaftsnamen wählte er sich Scheuchzer I. und leitete die Gesellschaft bis an sein Lebensende.
Dietrich Georg Kiesers Grab befindet sich auf dem Johannisfriedhof in Jena.
Kiesers frühes wissenschaftliches Werk beruhte hauptsächlich auf empirischen Ergebnissen. In seinem Hauptwerk „Elemente der Psychiatrik“ vertritt er auch die These der somatischen Bedingung aller psychischen Störungen. In der Durchdringung empirischer Beobachtung und spekulativer Deutung steht Kieser in einer Reihe mit Johann Friedrich Blumenbach, Johann Wolfgang von Goethe, Karl Gustav Himly, Lorenz Oken und dem Nervenarzt Carl Eberhard Schelling.

## Familie

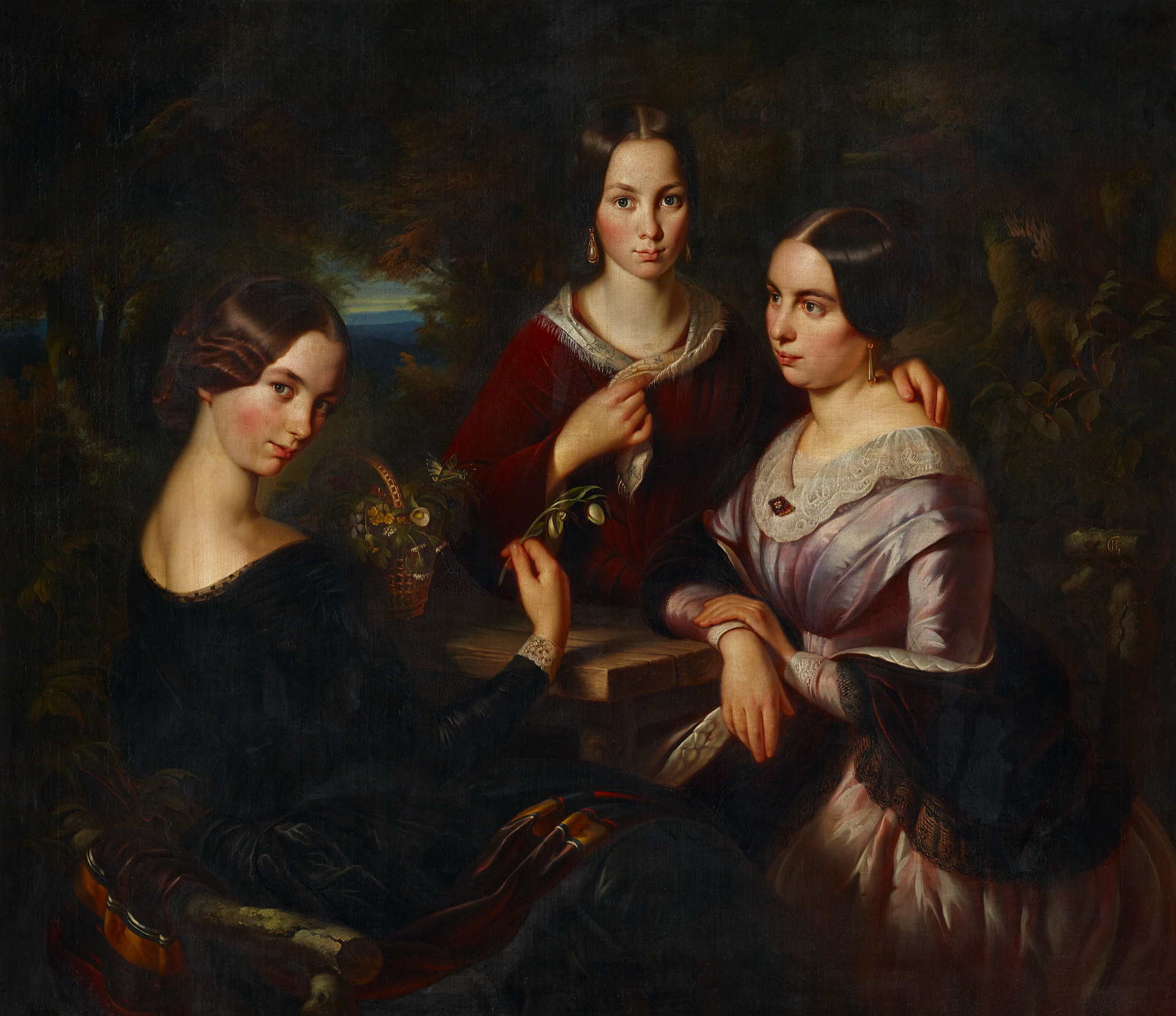
(von links nach rechts): Anna Luise Dommrich (1822‒1865), Agnes Sophie Krukenberg (1826–1904) und Marie Auguste Behn (1824‒1908)

Kieser heiratete im Jahr 1821 in Halle Amalie Rosamunde Iphigenie Reil (* 10. November 1798; † 9. November 1872), eine Tochter seines Kollegen Johann Christian Reil. Das Paar hatte mehrere Kinder, darunter:
- Anna Luise (* 9. November 1822; † 18. März 1865) ⚭ (Scheidung) Ottomar Domrich (1819–1907), Professor der Physiologie in Jena, später Leibarzt in Meiningen
- Marie Auguste (* 17. September 1824; † 1908) ⚭ Wilhelm Behn (1808–1878), Professor der Anatomie und Zoologie in Kiel
- Agnes Sophie (* 15. Februar 1826; † 7. Februar 1904) ⚭ 1853 Georg Krukenberg (1821‒1904), Eltern von Georg Krukenberg

## Schriften (Auswahl)
- Commentatio physiologica de anamorphosi oculi (Medizinische Dissertation Göttingen 1804)
- Grundzüge der Pathologie und Therapie des Menschen (1812)
- Grundzüge der Anatomie der Pflanzen (1815)
- Über die Emancipation des Verbrechers im Kerker (1845)
- Von den Leidenschaften und Affecten (1848)
- Elemente der Psychiatrik (Breslau und Bonn, 1855)
- Zeitschrift Archiv für den thierischen Magnetismus (1817 ff.)